# George Scott (1944–2013)
George Charles Scott Jr. (ur. 23 marca 1944, zm. 28 lipca 2013) – amerykański baseballista, który występował na pozycji pierwszobazowego przez czternaście sezonów w Major League Baseball.
Scott podpisał kontrakt jako wolny agent z Boston Red Sox w maju 1962 roku i początkowo grał w klubach farmerskich tego zespołu, między innymi w Pittsfield Red Sox, reprezentującym poziom Double-A. W MLB zadebiutował 12 kwietnia 1966 w meczu przeciwko Baltimore Orioles, w którym zaliczył RBI i triple'a. W tym samym roku po raz pierwszy wystąpił w All-Star Game, a w głosowaniu do nagrody AL Rookie of the Year zajął 3. miejsce. Rok później po raz pierwszy otrzymał Złotą Rękawicę.
W październiku 1971 w ramach wymiany zawodników przeszedł do Milwaukee Brewers. W sezonie 1971 zdobył najwięcej w lidze home runów (36) i zaliczył najwięcej RBI (109). W latach 1977–1979 ponownie grał w Boston Red Sox. W 1979 był jeszcze zawodnikiem Kansas City Royals i New York Yankees, w którym zakończył zawodniczą karierę. W 2006 został uhonorowany członkostwem w Boston Red Sox Hall of Fame.
| Nagroda/wyróżnienie         | Lata                                           | Źródło |
| 3× All-Star                 | 1966, 1975, 1977                               | [ 3 ]  |
| 8× Gold Glove Award         | 1967, 1968, 1971, 1972, 1973, 1974, 1975, 1976 | [ 5 ]  |
| Boston Red Sox Hall of Fame | od 2006                                        | [ 6 ]  |